# El Tepeyac (södra Malinaltepec kommun)
El Tepeyac är en ort i Mexiko.   Den ligger i kommunen Malinaltepec och delstaten Guerrero, i den sydöstra delen av landet, 270 km söder om huvudstaden Mexico City. El Tepeyac ligger 1 287 meter över havet och antalet invånare är 132.
Terrängen runt El Tepeyac är kuperad åt sydväst, men åt nordost är den bergig. Runt El Tepeyac är det ganska glesbefolkat, med 42 invånare per kvadratkilometer. Närmaste större samhälle är Tilapa, 0,81 km sydost om El Tepeyac. I omgivningarna runt El Tepeyac växer huvudsakligen savannskog.